# Mayres (Puy-de-Dôme)
Mayres ist eine französische Gemeinde mit 197 Einwohnern (Stand 1. Januar 2022) im Département Puy-de-Dôme in der Region Auvergne-Rhône-Alpes (vor 2016 Auvergne). Sie gehört zum Arrondissement Ambert und zum Kanton Ambert (bis 2015 Arlanc).

## Geographie
Mayres liegt etwa 68 Kilometer südöstlich von Clermont-Ferrand und etwa 65 Kilometer westlich von Saint-Étienne im Regionalen Naturpark Livradois-Forez. Umgeben wird Mayres von den Nachbargemeinden Arlanc im Norden, Dore-l’Église im Osten, Malvières im Süden und Südosten, La Chapelle-Geneste im Süden und Südwesten, Saint-Sauveur-la-Sagne im Westen sowie Novacelles im Nordwesten.

## Bevölkerungsentwicklung
| Jahr                       | 1962 | 1968 | 1975 | 1982 | 1990 | 1999 | 2006 | 2013 |
| Einwohner                  | 268  | 246  | 202  | 192  | 166  | 178  | 178  | 182  |
| Quellen: Cassini und INSEE |      |      |      |      |      |      |      |      |

## Sehenswürdigkeiten
- Kirche Saint-Martin (auch: Kirche Notre-Dame) aus dem 15. Jahrhundert
- Kapelle Notre-Dame-de-la-Roche, 1864 erbaut
- Kapelle Saint-Roch, 1888 erbaut